# Marie-Rose Tessier
Marie-Rose Tessier, nata Bousseau (Beaurepaire, 21 maggio 1910), è una supercentenaria francese di 115 anni e 3 giorni. Risulta essere la seconda persona vivente più longeva al mondo (dopo Ethel Caterham) e la persona francese vivente più longeva dalla morte di Lucile Randon, avvenuta il 17 gennaio 2023.

## Biografia
È nata il 21 maggio 1910 a Beaurepaire, un comune del dipartimento della Vandea, nella regione francese dei Paesi della Loira. Suo padre, Alexis Auguste Bousseau (1868-1935) era un agricoltore e sua madre, Marie Ernestine Rose Durand (1876-1962), era una governante. I due si erano uniti in matrimonio nel 1898. Marie-Rose Tessier era l'ultimogenita dei quattro figli della coppia, nonché unica figlia femmina.
Si è sposata con Auguste Charles Tessier (1904-1944) il 14 novembre 1927 nel comune di Les Herbiers. Dal matrimonio sono nate due figlie: Denise Marie Rose Augustine (1928-2020) e Yvette Louise Eugénie (1929-2010). Marie-Rose Tessier ha inoltre una nipote di 72 anni. Il 18 aprile 1944, all'età di soli 33 anni, Marie-Rose è rimasta vedova, essendo il marito deceduto a Tergnier, nel dipartimento dell'Aisne, in un bombardamento nel contesto della seconda guerra mondiale.
Nessuno degli antenati della supercentenaria è stato particolarmente longevo: i suoi nonni, infatti, sono tutti morti prima dei 60 anni, prima che la stessa Marie-Rose nascesse; soltanto la madre ha superato gli 80 anni, così come due dei suoi tre fratelli, vissuti rispettivamente fino a 86 e a 93 anni.
La donna ha vissuto a Fougères - nell'Ille-et-Vilaine - e successivamente a Parigi, prima di ritornare in Vandea a seguito del pensionamento. Marie-Rose Tessier vive dal 2010 in una casa di riposo nel comune di Les Sables d'Olonne.

## Longevità
La donna è divenuta la persona francese vivente più longeva il 17 gennaio 2023, con la morte della 118enne Lucile Randon; è inoltre la seconda persona vivente più longeva al mondo, dopo la 115enne britannica Ethel Caterham.
Ha festeggiato i 114 anni il 21 maggio 2024 trascorrendo la giornata in casa di riposo con i suoi familiari.